# مت برایانت (بازیکن فوتبال)
مت برایانت (انگلیسی: Matt Bryant؛ زادهٔ ۲۱ سپتامبر ۱۹۷۰) بازیکن فوتبال اهل بریتانیا است.
از باشگاه‌هایی که در آن بازی کرده‌است می‌توان به باشگاه فوتبال گلاستر سیتی، باشگاه فوتبال بریستول سیتی، باشگاه فوتبال گیلینگام، و باشگاه فوتبال والسال اشاره کرد.